# والتر إس. فرانكلين
والتر إس. فرانكلين (بالإنجليزية: Walter S. Franklin)‏ هو محامي أمريكي، ولد في 6 نوفمبر 1799، وتوفي في 20 سبتمبر 1838.